# Eucosmomorpha
Eucosmomorpha är ett släkte av fjärilar som beskrevs av Obraztsov 1951. Eucosmomorpha ingår i familjen vecklare.
Kladogram enligt Catalogue of Life och Dyntaxa:
| Eucosmomorpha | \| \| Eucosmomorpha albersana \| \| \| \| \| \| Eucosmomorpha multicolor \| \| \| \| \| \| Eucosmomorpha ussuriana \| \| \| \| |
|               | \| \| Eucosmomorpha albersana \| \| \| \| \| \| Eucosmomorpha multicolor \| \| \| \| \| \| Eucosmomorpha ussuriana \| \| \| \| |
|               | Eucosmomorpha albersana |
|               | |
|               | Eucosmomorpha multicolor |
|               | |
|               | Eucosmomorpha ussuriana |
|               | |

## Bildgalleri

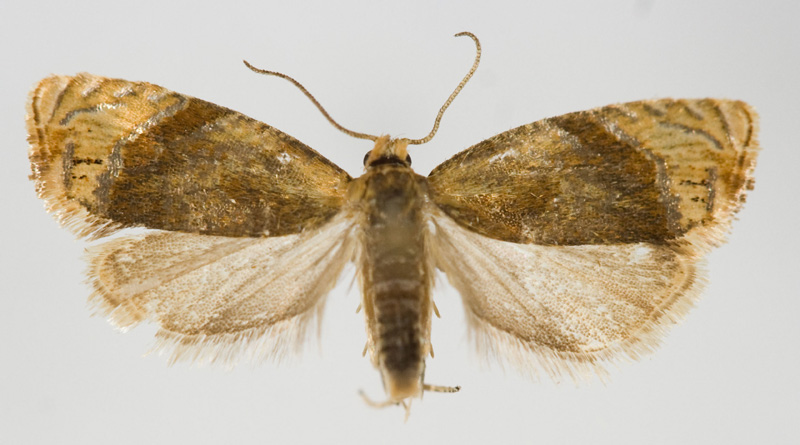